# Este
Pour les articles homonymes, voir Este (homonymie).
Este est une commune italienne de 16 270 habitants, autrefois nommée Ateste, située dans la province de Padoue, en Vénétie au sud des monts Euganéens et au nord du Pô, au sud-ouest du chef-lieu de la province. Elle est connue depuis l'âge du fer comme site majeur de la culture « atestina » ou culture « paléo-vénète ».

## Géographie
La commune d'Este, située sur le versant méridional des monts Euganéens (Colli Euganei), se trouve à 32 km de distance de Padoue et à 24 km de Rovigo. Elle est desservie par l'autoroute A13 Bologne-Padoue, en sortant au péage de Monselice et en empruntant la route régionale 10 en direction de Mantoue ; elle est également desservie par la nationale 16 au départ de Padoue et par la départementale 247 Riviera Berica depuis Vicence.

## Histoire

### Antiquité
La commune d'Este est habitée depuis des temps reculés : dès l'âge du fer, en effet, il s'agissait du principal site d'établissement des anciens Vénètes ou Paléo-vénètes, qui développèrent la cité, faisant fleurir l'économie grâce aux échanges avec les civilisations voisines mais également les Grecs et les Romains. Par la suite, au cours des IIIe et IIe siècles av. J.-C., Este obtint le statut de colonie romaine, tandis que la Vénétie devenait alliée de Rome. Des restes de l'époque sont conservés au Museo Nazionale Atestino. En 89 av. J.-C., la lex Pompeia garantit à la cité le droit d'utiliser la législation latine ; en 49, au début de la guerre civile entre Pompée et César, ce dernier, pour obtenir l'appui de la population, accorda le droit romain à toute la Gaule cisalpine, dont il avait été le proconsul entre 58 et 49. Les années qui suivirent la mort de César furent marquées par la guerre civile. Après la bataille d'Actium, Auguste confia aux soldats des Ve et XIe régions les territoires dépendant d'Este (Galzignano, Teolo, Lonigo, Noventa Vicentina, Trecenta, Pernumia, Monselice et Cinto Euganeo). Avec les invasions barbares et la chute de l'empire romain d'Occident, Este vit sa population diminuer considérablement et se réduisit à l'état de petit bourg rural : selon certains historiens, la cause en est en fait son opposition à Attila, ce dernier ayant pour habitude de détruire toute ville qui lui résistait. Este tomba ainsi aux mains des Huns, puis des Ostrogoths, qui décrétèrent la fin de l'empire.

### Moyen Âge - Renaissance
Au début du haut Moyen Âge, Este faisait partie du royaume des Ostrogoths (Ve – VIe siècles). Par la suite, le village fut annexé à l'empire byzantin, qui ne conserva toutefois ses territoires vénètes que pendant quelques dizaines d'années : dès la fin du VIe siècle, Byzance est supplantée par les Lombards, qui y établissent un royaume destiné à durer deux siècles, avant d'être à son tour annexé par l'empire de Charlemagne. Au XIe siècle, la Maison d'Este prit possession de toute la zone et contribua à sa renaissance ; après le Xe siècle, une population croissante s'installa aux abords du château construit autour de 1056 par le marquis Albert Azzo II d'Este, qui y transféra sa résidence en 1073.
La commune d'Este ne fut pas épargnée par les soubresauts humains et historiques qui marquèrent la Vénétie entre le XIe et le XIIIe siècle. Dans les premiers temps, elle devint l'une des nombreuses propriétés des Ezzelins, dont le plus célèbre fut sans doute Ezzelino III da Romano, propriétés qui furent documentées avec soin et précision à la suite de la défaite définitive qui leur fut infligée en 1259 par Azzo VII d'Este, au cours de la bataille de Cassano d'Adda. Ezzelino III da Romano, allié de  Frédéric II de Hohenstaufen, conquit Este à pas moins de deux reprises (1238 et 1249), endommageant fortement le château. La famille d'Este avait entretemps transféré sa résidence à Ferrare (1239), qui allait devenir leur nouvelle capitale. Après la mort d'Ezzelino, dans un contexte régional où s'opposaient les della Scala, les Carrare et les Visconti, apparut sur la scène locale Cangrande della Scala (lui aussi du parti gibelin), qui détruisit le château en 1317. En 1339, Ubertino da Carrara, seigneur de Padoue, le fit reconstruire sous son apparence actuelle. En 1405, la ville se soumit spontanément à la république de Venise dans le but d'échapper au contrôle de Padoue et à ses incessants conflits avec Vérone. Este connut une période de grande prospérité sous la domination vénitienne (1405-1797), tant dans le domaine économique que dans la culture et les arts, dans un processus interrompu seulement par l'épidémie de peste de 1630.

### XVIIIesiècle-XIXesiècle
A la chute de la république de Venise, Napoléon en céda tous les territoires à l'Autriche-Hongrie, qui créa en 1815 le royaume de Lombardie-Vénétie. De 1850 à 1853, la commune fut le siège d'un détachement militaire ayant pour fonction de lutter contre le brigandage qui s'était répandu au lendemain de l'insurrection de 1848-49.
En 1866, Este fut annexée en même temps que le reste de la Vénétie au jeune royaume d'Italie. Une forte émigration commença alors à affecter toute la région. Entre le XVIIIe siècle et le XIXe siècle, de nombreux poètes visitèrent la ville, parmi lesquels Lord Byron, Percy Shelley et Ugo Foscolo.

### Époque contemporaine
Pendant la Seconde Guerre mondiale, des troupes allemandes furent stationnées dans la ville ; des combats violents les opposèrent aux résistants ainsi qu'aux armées alliées, des juifs d'Este furent déportés et en 1943, Este fut annexée à la R.S.I. Le 28 avril 1945, les armées alliées entrèrent dans la ville, contraignant les troupes allemandes au retrait. En 1946, Este entra dans la toute jeune République italienne.

## Économie
Este accueille différentes entreprises liées au secteur de la métallurgie. On y trouve par ailleurs la filiale italienne de Komatsu Limited.

## Culture

### Événements
Le Festival Este est une manifestation musicale qui a accueilli au fil du temps des artistes de renommée nationale comme Tre Allegri Ragazzi Morti, Afterhours, Marta sui Tubi, Herman Medrano.
Este in fiore est organisé pour célébrer le retour du printemps : toute la ville est décorée de plantes et fleurs de toutes sortes, qui sont mises en vente. La manifestation se déroule le troisième week-end du mois d'avril. 
Alla Corte degli Estensi constitue une évocation historique inscrite au Registro Regionale delle Manifestazioni storiche di interesse locale ; elle est organisée par Este Medievale, association historico-culturelle à but non lucratif qui fait revivre les fastes de la Maison d'Este. La fête se fixe comme objectif de faire connaître et vivre l'histoire et la technique des arts médiévaux comme l'arc historique, l'escrime ancienne, la danse et le feu. La manifestation a lieu chaque année, généralement entre fin mai et début juin. Elle implique d'autres communes, comme Ferrare, Grottazzolina et Vàrpalota, qui font partie du groupe Terre e Castelli Estensi.

## Monuments et patrimoine

### Architecture religieuse

#### Dôme Sainte Thècle

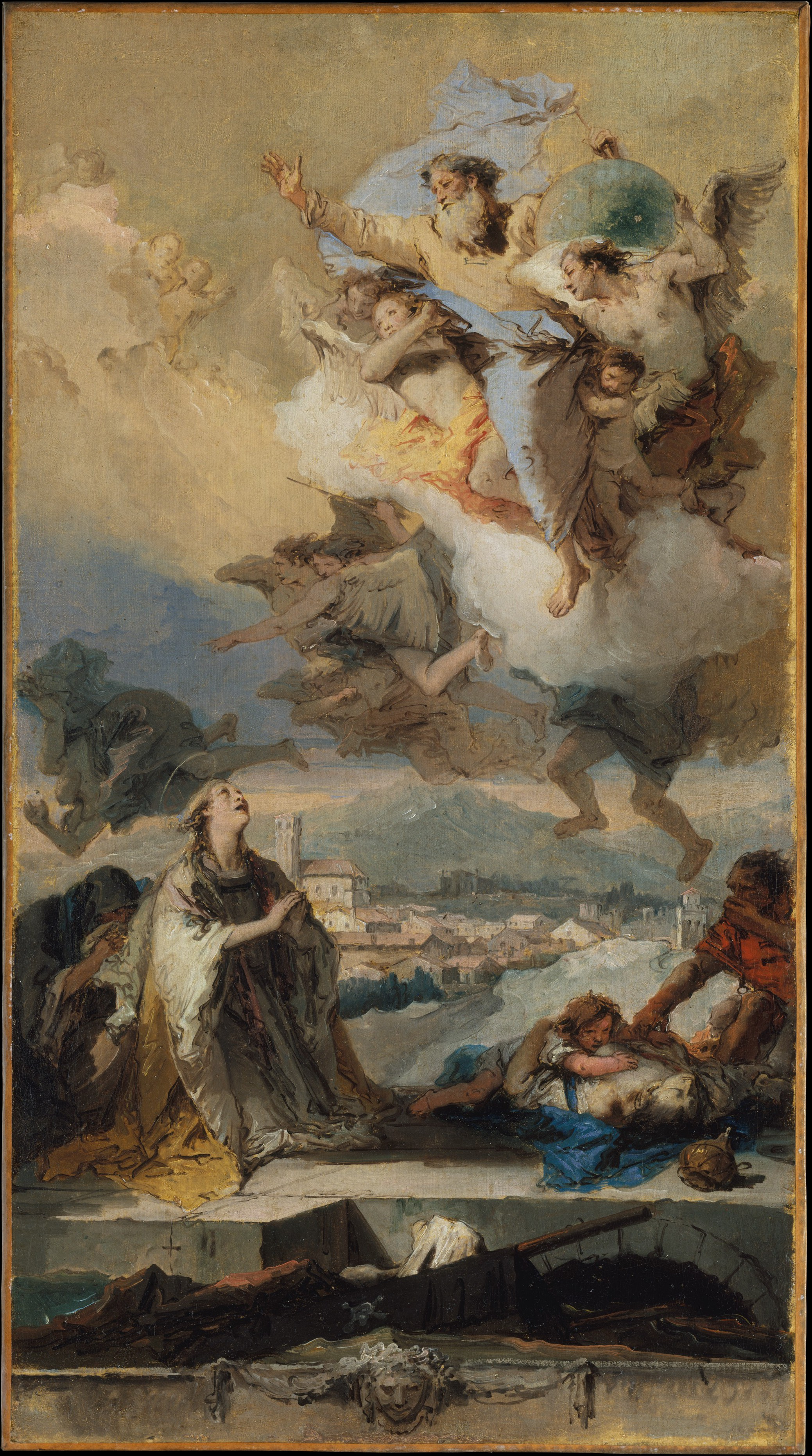
Sainte Thècle priant pour les victimes de la peste,
croquis préliminaire,
Giambattista Tiepolo, 1758-1759,
Metropolitan Museum of Art, New York.

Le dôme consacré à sainte Thècle, patronne de la ville, s'élève sur la place du même nom. Reconstruit par Antonio Gaspari après l'effondrement de l'église paléochrétienne à la suite du tremblement de terre de 1668, il s'orne d'une façade restée inachevée, tandis que le campanile a été complété en 1740 sur une base datant du VIIIe siècle. L'église, principale lieu de culte catholique de la ville, renferme un chef-d’œuvre de Giambattista Tiepolo, la Pala di Santa Tecla, restaurée en 2019. Commandé à l'artiste en 1758, le tableau devait représenter la protectrice de la ville priant Dieu pour qu'il sauve la communauté de la terrible épidémie de peste de 1630. Une esquisse est conservée au Merropolitan Museum de New York.

#### Basilique Santa Maria delle Grazie

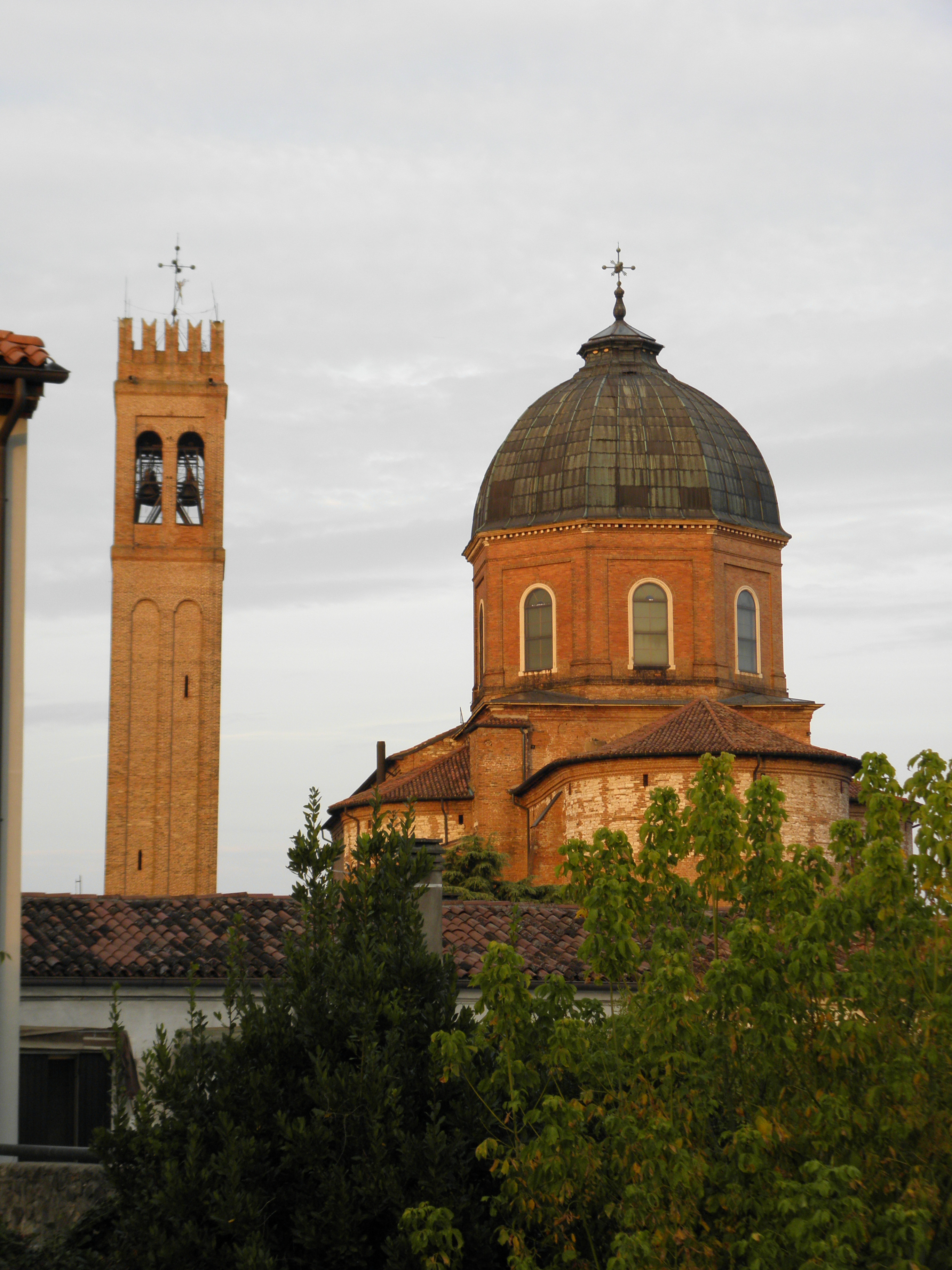

Le sanctuaire fut édifié sur la base des dispositions testamentaires de Taddée d'Este, un condottière du XVe siècle issu d'une branche cadette de la famille, qui y fit installer une icône byzantine de son temps considérée comme miraculeuse. Au-dessus du premier édifice, modeste, un second fut construit en 1717 sur un plan à croix latine. Il renferme notamment le Sant'Antonio da Padova con Bambino ed altri Santi de Zanchi ainsi que les statues de Saint Matthieu et Saint Barthélémy sculptées par Bernardo Falconi da Bissone. En décembre 1923, le sanctuaire a été élevé par le pape Pie XI au rang de basilique mineure.

#### Église San Martino
Connue depuis le XIe siècle, l'église San Martino est la plus ancienne d'Este. L'édifice est d'une structure simple et élégante, datant de la reconstruction du XIVe siècle et de la restauration du XVIIe siècle. Le plan est celui d'une basilique, avec trois nefs.

#### Église Santa Maria delle Consolazioni, dite "degli Zoccoli"
L'édifice du XVIe siècle comporte une nef unique recouverte d'un sol en mosaïque romaine dont les symboles se retrouvent dans la chapelle consacrée à la Vierge.

#### Église Beata Vergine della Salute
La construction de l'église commença en 1639. Elle est liée à un ensemble de circonstances définies comme miraculeuses autour d'une peinture de la Bienheureuse Vierge du Carmel figurant sur le mur d'enceinte du terrain possédé à l'époque par un certain Giovanni Antonio Capovino. Ce dernier en fit don à la Magnifique Communauté d'Este pour qu'y soit construit un sanctuaire consacré à la Bienheureuse Vierge des Miracles à la suite des événements en question. La peinture fut conservée et l'édifice construit autour du mur lui-même. Son plan octogonal présente une grande variété d’œuvres picturales commissionnées à d'illustres artistes de l'époque, dont Zanchi, auteur de trois toiles d'importance : la Presentazione di Maria al tempio, le Sposalizio della Vergine et l'Annunciazione.

#### Église Santo Stefano
Cette église, déjà mentionnée dans une bulle papale de Lucius II de 1144, s'élève dans la via Santo Stefano. Son plan de type roman remonte au Xe ou au XIe siècle et le couvent qui lui était accolé fut supprimé en 1656. Le presbytère et le chœur ont été ajoutés à des époques différentes.

#### Église San Rocco
Érigée en 1480, l'église fut restaurée en 1524 et en 1571. L'abside fut décorée à fresque par Campagnola. Le campanile surmonté d'une coupole en oignon remonte à 1751. L'édifice a subi différents remaniements au cours des siècles : actuellement, il accueille des expositions artistiques. À l'extérieur, sur le côté gauche, se trouve une antique inscription latine censée être l'épitaphe voulue par le poète et historien Geronimo Atestino (XVe-XVIe siècle) pour sa propre sépulture.

#### Église Madonna del Carmine
Construite entre 1602 et 1603, elle fut la propriété des carmélitains. La façade de style baroque est ornée de statues, tandis que l'intérieur présente un plafond à caissons avec trois autels. Une restauration récente de l'extérieur a permis à la façade de retrouver sa splendeur d'origine. 

#### Complexe monumental San Francesco
Le complexe rassemble plusieurs édifices destinés aujourd'hui à un usage civil (il accueille l'Istituto Istruzione Superiore Atestino) : le couvent franciscain (XVIIe siècle mais fondé au XIIIe siècle), l'ex-église San Francesco (rénovée au XVIIIe siècle), l'oratoire de l'Esprit saint (XVIIe siècle) et  l'oratoire de la Confraternita dei Battuti (XVe siècle-XVIIIe siècle).

### Architecture civile

#### Palazzo del Principe (Villa Contarini)
Le Palazzo del Principe fut commandée par les Contarini à Vincenzo Scamozzi. C'est ici qu'Alvise Contarini séjournait lorsqu'il apprit qu'il était élu doge. La villa est située le long de la rue du même nom (via Palazzo del Principe) et surplombe la ville depuis le haut de la colline. Elle est structurée en deux parties, l'une de forme carrée selon un plan en croix grecque, l'autre, collée à la précédente, de forme rectangulaire. On ne visite pas.

#### Villa Contarini degli Scrigni dite "Vigna Contarena"

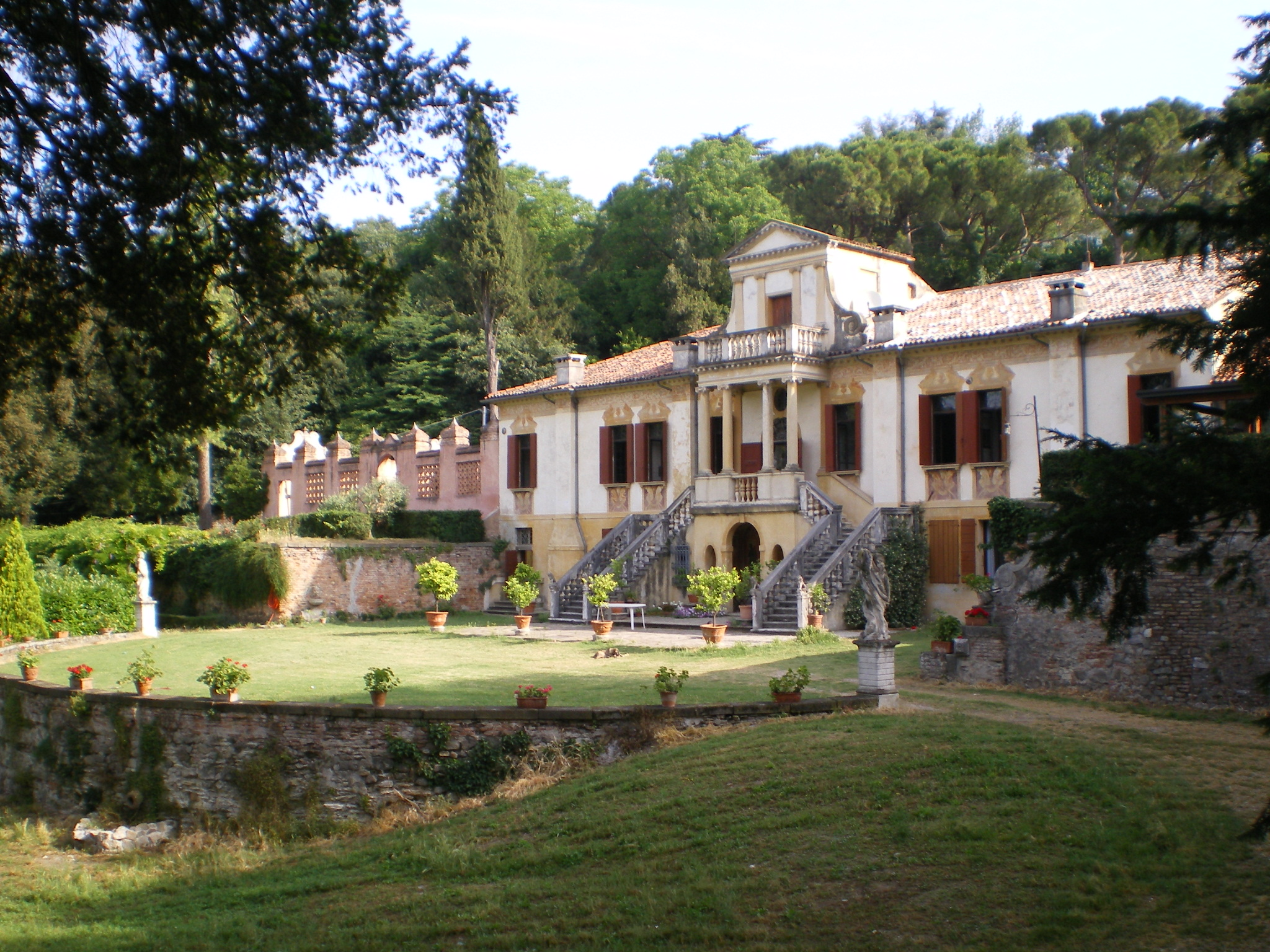
Façade de Vigna Contarena.

La Villa Contarini d'Este, aussi connue sous le nom de Vigna Contarena, est une villa veneta construite au XVIIe siècle par Giorgio Contarini, sénateur de la république de Venise et descendant de la prestigieuse branche Degli Scrigni.
Située à proximité des murailles du château, là où la pente de la colline se fond dans la plaine, la villa se découpe parmi les arbres centenaires du parc bien cachée de l'extérieur. Elle tient son nom du fait qu'à l'origine, la villa disposait d'un parc rempli d'arbres fruitiers et de vignes. En effet, la position sur les tout premiers versants méridionaux des cols Euganéens constitue l'environnement idéal pour ce type de culture.
La villa présente un intérêt historique considérable puisque parmi les artistes qui y ont travaillé, on peut citer Scamozzi et les noms de Pietro Ricchi, d'artistes de l'école de Giulio Romano, Sebastiano Ricci (Sala delle Feste) et Battista Franco dit "Semolei" (Sala dei Fauni). Au rez-de-chaussée, toutes les pièces donnent sur la façade, vers le midi, pour pouvoir profiter au maximum de la chaleur solaire, même à la fin de l'automne. À l'arrière, la longue galerie de dégagement servait de salle de bal, lorsque de nombreux invités se pressaient pour participer aux joyeuses fêtes des récoltes, aux chasses à courre et aux excursions dans les collines.

##### Le jardin secret

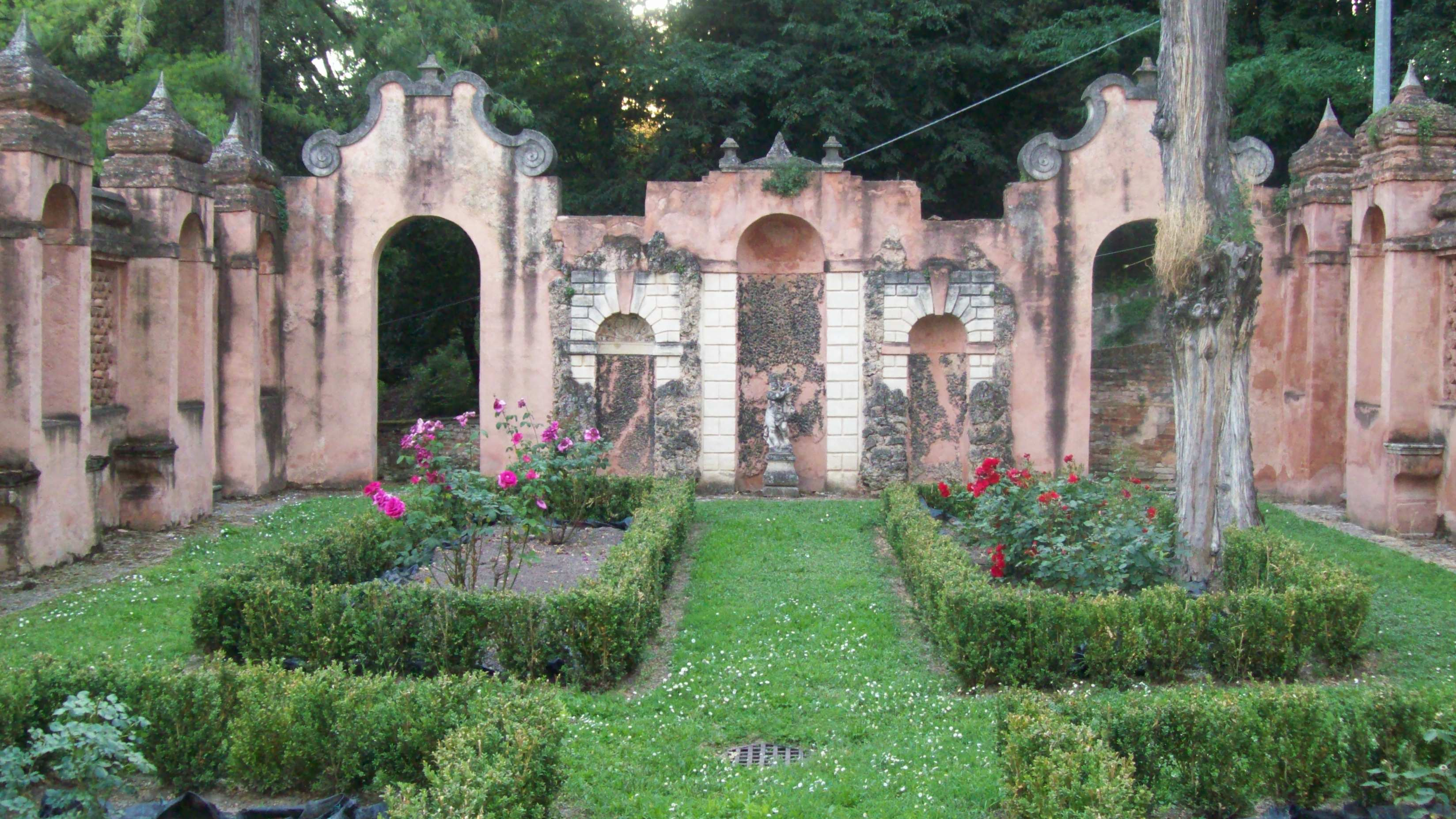
Le jardin secret.

L'extrémité ouest de la salle mène à un coin intéressant du jardin, entouré d'un haut mur fait d'éléments de terre cuite perforée, presque une grille, formant un ensemble d'inspiration mauresque. Commandé en 1700 par Marco Contarini à son retour d'Orient, il est connu sous le nom de "Jardin secret", un élément très original de la villa et un exemple rare de combinaison de jardin italien et de jardin persan.
Dans le parc de la villa se trouve la tombe du diplomate prussien Christian von Haugwitz, ministre des Affaires étrangères du roi de Prusse pendant les guerres napoléoniennes, représentant du royaume de Prusse au traité de Schönbrunn et, plus tard, propriétaire de Vigna Contarena.
Depuis 1964, la villa est placée sous la protection de la Surintendance des Beaux-Arts, en tant que bâtiment d'une valeur historique et artistique particulière. Elle fait partie de l'Associazione Ville Venete et se visite sur rendez-vous.

##### Barchessa de Vigna Contarena
Le bâtiment, immergé dans le parc de Vigna Contarena et longeant les murs du château de Carrarese, est visible depuis la Via dei Cappuccini, la petite rue pittoresque qui porte le nom du couvent qui se trouvait à la fin de la montée, en correspondance avec l'actuelle Villa Byron. Le bâtiment, de plan rectangulaire, s'intègre parfaitement au parc ombragé qui l'entoure, légèrement incliné vers l'entrée principale. La Barchessa n'est pas liée au corps de la villa, comme c'est souvent le cas dans les villas vénitiennes, non seulement en raison de la morphologie particulière du terrain mais aussi parce que Vigna Contarena n'a jamais été liée à des activités agricoles nécessitant de grands espaces couverts, la villa étant utilisée pour des fêtes et des banquets et comme résidence de la famille Contarini degli Scrigni à Este. La Barchessa apparaît comme un élégant bâtiment situé au sud-est du bâtiment principal, en direction de la via dei Cappuccini. Elle est très vaste et, devant accueillir des carrosses, des chevaux et, probablement, une cave, elle a à peu près la taille d'une autre villa. Le bâtiment est composé de deux bâtiments identiques, reliés au centre par une loggia avec deux colonnes doriques géantes. À l'intérieur du portique, on aperçoit la date MDCCLXXX, qui confirme la date du bâtiment, de pur style néoclassique. Ceci est révélé non seulement par la disposition symétrique du plan, mais aussi par les éléments décoratifs de la frise qui court sur toute la façade : triglyphes entrecoupés de métopes ; au-dessus de chacune des deux portes principales, plaque avec un feston richement décoré en relief. Les ouvertures de la façade semblent organisées symétriquement par rapport à la loggia et présentent la structure en pierre finement travaillée de Nanto. La façade principale apparaît bordée aux extrémités par deux pilastres géants d'ordre dorique, et les éléments des chapiteaux et des bases des colonnes et des pilastres sont également en pierre de Nanto.

#### Villa Benvenuti
Au XVIe siècle, Alvise Cornaro, un philosophe et mécène vénitien particulièrement intéressé par l'architecture, hérita d'une colline surplombant la ville d'Este et il y fit construire une villa pour pouvoir y séjourner, le plus souvent en compagnie d'Angelo Beolco, dit il Ruzzante.

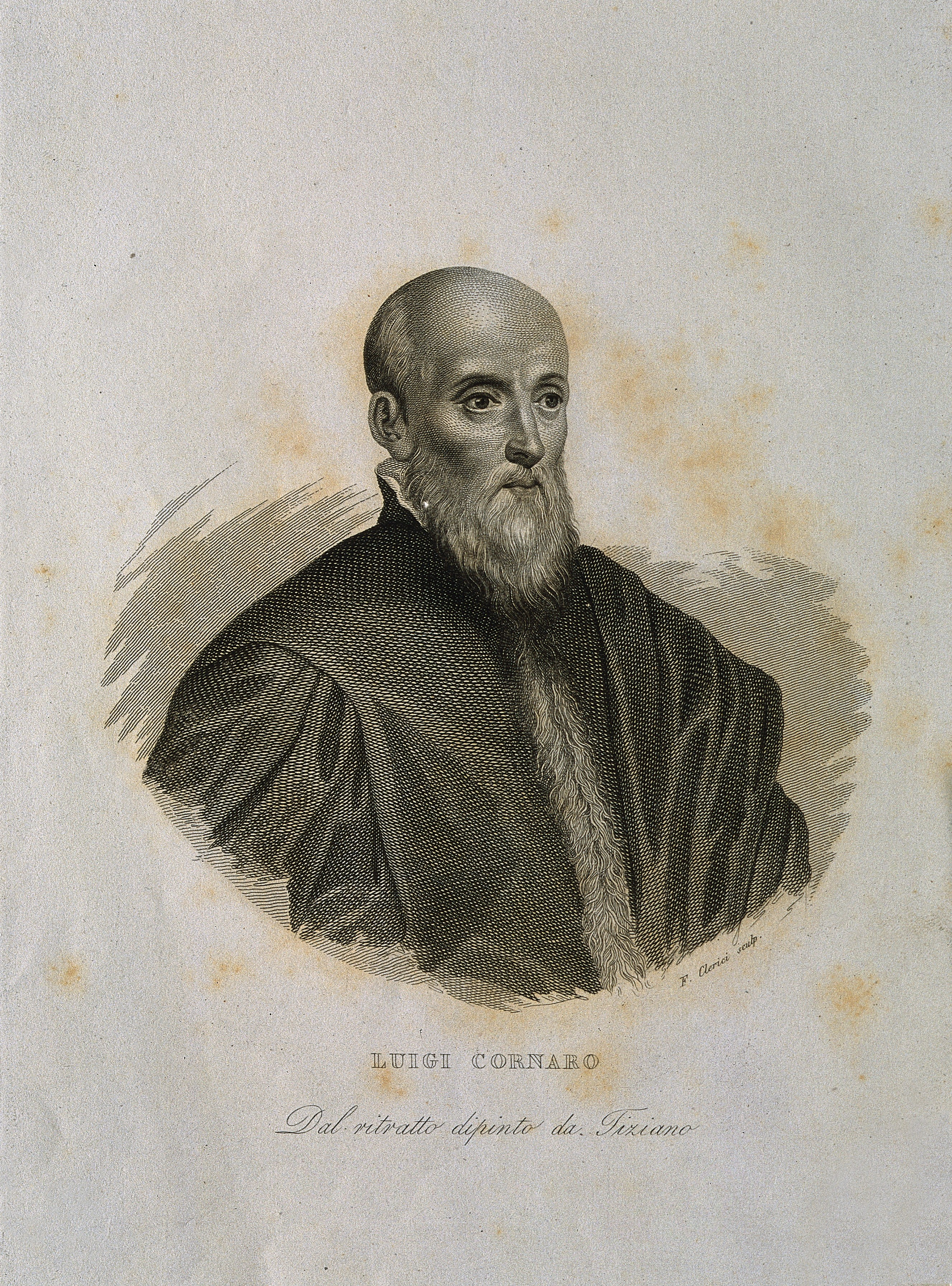
Portrait d'Alvise Cornaro.

Autour de 1840, la villa fut rachetée par Adolfo Benvenuti, médecin et patriote vénitien, auquel revient le mérite de l'extension et de l'embellissement du parc. Par ailleurs, on découvrit en 1879-1880, au pied du parc, la nécropole dont les restes sont conservés au Museo Atestino. La dernière propriétaire, Beatrice Benvenuti, quitta la région pour s'installer à Turin et la villa cessa d'être utilisée comme collège et hospice pour les orphelines. Elle fut ensuite rachetée par la Pia Casa di Ricovero (actuellement la Fondazione Santa Tecla).
La villa Benvenuti a un plan rectangulaire avec partition médiane surélevée, couronnée d'un tympan rectangulaire et d'ailes symétriques. On peut rejoindre le jardin de la villa en admirant l'Arche de Falconetto, qui doit son nom à son architecte, Giovan Maria Falconetto. 
Le jardin de la villa est l'un des plus importants sites archéologiques de la ville, notamment à cause de sa nécropole, au centre de l'aire du cimetière, entre la partie la plus méridionale des Cols Euganéens et l'affluent de l’Adige qui délimitait la zone d'habitation au Nord. En 1879-1880, les fouilles archéologiques effectuées sur le terrain de la villa permiren de reporter à la lumière de nombreuses tombes pré-romaines remontant à l'époque des Vénètes Anciens. Le produit des fouilles fut ensuite transféré au Museo Nazionale Atestino. La Situla Benvenuti, considérée comme un chef-d’œuvre de l'art atestin, est conservée au musée et sa pièce la plus célèbre a été retrouvée dans la tombe “Benvenuti 26”. Elle a d'ailleurs été exposée d'avril à novembre 2013 au Palais de la Raison de Padoue dans le cadre de l'exposition “Venetkens, voyage dans la terre des anciens Vénètes". 
En 2011, les volontaires de l'Associazione Scauteste Onlus, rattachés au mouvement scout profondément enraciné dans la ville d'Este, se lancèrent dans la restauration et la réouverture de la villa et de son parc. De grands pas en avant ont été effectués depuis en dépit des maigres ressources financières à disposition. L'accent a été mis sur les écuries, la Foresteria et les trois fontaines descendant jusqu'au porche de l'entrée. Grâce à l'action de l'association, la villa Benvenuti a pu être rouverte au public en quelques occasions, notamment au moment de la manifestation Este in fiore, pendant laquelle il est possible de suivre des visites guidées du parc. La pinède accueille par ailleurs des activités de sensibilisation à l'environnement destinées aux scouts et aux élèves des écoles environnantes. 
Arche de Falconetto
Cette arche Renaissance s'élève dans la via Cappuccini est également appelée Arche de villa Benvenuti, du nom du dernier propriétaire. Réalisée en 1525 par Giovanni Maria Falconetto à la demande du riche propriétaire vénitien Alvise Cornaro qui s'était constitué un cénacle d'artistes et intellectuels parmi lesquels l'auteur padouan Angelo Beolco, qui jouait ses pièces en dialecte local. Construit en pierre de Nanto, il se compose d'un grand fornix et de niches placées sur des piliers. En dépit des dommages causés par la pollution, il est possible de distinguer 8 niches avec abside et des bassins en forme de coquille en haut des piliers, deux figures ailées dans la parie supérieure et un mascaron faisant office de clé de voûte. 
Collège épiscopal
Le collège épiscopal, aujourd'hui l'Istituto di Istruzione Superiore "Atestino", est collé à l'église San Francesco. Il s'agit d'une structure carrée comportant un cloître avec un portique en son rez-de-chaussée.

## Administration
| Période                                  | Période  | Identité        | Étiquette    | Qualité |
| ---------------------------------------- | -------- | --------------- | ------------ | ------- |
| 2016                                     | En cours | Roberta Gallana | Centre-droit | Maire   |
| Les données manquantes sont à compléter. |          |                 |              |         |

### Communes limitrophes
Baone, Carceri, Lozzo Atestino, Monselice, Ospedaletto Euganeo, Sant'Elena, Vighizzolo d'Este, Villa Estense

### Jumelages
- Pertuis (France) depuis 2001 : jumelage signé en janvier 2001 à Este et en juin 2001 à Pertuis à l'occasion du corso ;
- Rijeka (Croatie), depuis 2004 ;
- Leek (Royaume-Uni) ;
- Bad Windsheim (Allemagne) ;
- Bethléem (Palestine) ;
- Tapolca (Hongrie).